# Spectinomicina
La spectinomicina  è un antibiotico inibitore della sintesi proteica prodotto dal batterio Streptomyces spectabilis.
Molecola di ricerca Upjohn poi acquista da Pfizer, che la commercializza come Trobicin. La spectinomicina viene prodotta da numerosi cianobatteri ma il produttore industrialmente utilizzato è Streptomyces spectabilis. La spectinomicina è un farmaco appartenente agli aminociclitolici, classe di antibiotici simili agli amminoglucosidi, e ne è l'antibiotico più conosciuto.
Viene generalmente somministrata per via parenterale

## Meccanismo d'azione
La spectinomicina ha un meccanismo d'azione simile agli amminoglucosidi e per questo motivo esso fu compreso in questa categoria solo successivamente. 
La spectinomicina si lega alla subunità 30S del ribosoma batterico e interrompe la sintesi proteica portando alla morte del batterio.

## Indicazioni
Viene utilizzata per il trattamento della gonorrea non complicata (gonorrea acuta genitale e rettale) nei pazienti allergici alle penicilline e in alternativa al ceftriaxone (farmaco di prima scelta).

## Resistenza
Dato il suo scarso utilizzo, la spectinomicina non ha problemi di resistenza. Gli unici casi di resistenza noti sono stati descritta in Pasteurella e in Neisseria, in entrambi i casi per mutazioni a carico del RNA ribosomiale 16S.